# Philippe Sence
Philippe Sence est un footballeur français né le 1er octobre 1962 à Hazebrouck.

## Biographie
Ce gardien de but est formé au FC Rouen, où il débute en première division lors de la saison 1983/1984. Lors de la saison 1986/1987, avec l'Olympique d'Alès, il atteint la 4e place de son groupe de Championnat de France de Division 2 et les demi-finales de la Coupe de France (le club cévénol n'étant éliminé que par les Girondins de Bordeaux, 2-2 et 0-0).

Il est ensuite la doublure de Dominique Dropsy à Bordeaux lors de la saison 1988/1989, puis celle de Gaëtan Huard de 1990 à 1993. Cette année-là, il part au Nîmes Olympique (le gardien gardois, Lionel Perez, faisant le chemin inverse), avec qui il est finaliste de la Coupe de France en 1996. Il arrête sa carrière  de joueur dans le club gardois puis retourne aux Bordeaux, où il s'occupe alors du centre de formation.

En 2000, il devient entraineur de gardiens, d'abord au Havre, puis de 2004 à 2007 à Strasbourg et enfin, depuis juin 2007 à Grenoble, alors en Ligue 2, où il accède à la montée en Ligue 1 durant la saison 2007-2008.

## Carrière de joueur
- 1983-1986 : FC Rouen
- 1986-1988 : Olympique d'Alès
- 1988-1989 : Girondins de Bordeaux
- 1989-1990 : FC Mulhouse
- 1990-1993 : Girondins de Bordeaux
- 1993-1996 : Nîmes Olympique[1]

## Palmarès

### En club
- Champion de France de Division 2 en 1992 avec les Girondins de Bordeaux
- Finaliste de la Coupe de France en 1996 avec le Nîmes Olympique

### Statistiques
- 58 matches en Championnat de France de Division 1
- 164 matches en Championnat de France de Division 2